# M TAG
Ne doit pas être confondu avec Transports de l'agglomération grenobloise.
 (mai 2022).
M TAG est une société publique locale qui gère, depuis 2021 et pour le compte du SMMAG, l'ensemble du réseau bus et tramway de l'agglomération grenobloise, qui compte 440 000 habitants répartis sur 49 communes pour une superficie de 541 km2.
L'entreprise est issue de la transformation de l'ancien exploitant, une Société d'économie mixte, la Société d'économie mixte des transports publics de l'agglomération grenobloise (SÉMITAG), dont Transdev était actionnaire à 40 % et qui a exploité le réseau de 1975 à 2021.

## Organisation
Dans les transports en commun de l'agglomération grenobloise, M TAG s'occupe d'exploiter le réseau des Transports de l'agglomération grenobloise, mandatée par le SMMAG qui est l'autorité organisatrice de la mobilité de l'agglomération. C'est le principal exploitant, mais il en existe d'autres, recensés sur la page Transports de l'agglomération grenobloise.

## Ses différentes missions
Sa principale mission est d'exploiter le réseau de transport en commun de l'agglomération (tramways, bus, etc.), mais elle doit aussi :
- proposer des retours d'expérience, liés à cette mission, au SMMAG afin de développer l'offre de transport ;
- accompagner voire exploiter les différents modes de déplacements alternatifs à la voiture particulière.

## Chronologie historique
Après la création du SMTC en 1973, ce dernier crée en janvier 1975 la SÉMITAG, société d’économie mixte chargée de l’exploitation du réseau de transports urbains du SMTC en lieu et place de la SGTE, société privée qui cède son exploitation au 31 décembre 1974 et disparaît. La SÉMITAG est enregistrée au registre du commerce et des sociétés en février 1975.
La SEMITAG a alors comme actionnaires :
- Un organisme public, le SMTC (puis le SMMAG), actionnaire à 51,75 % ;
- Une société privée, Transdev, actionnaire à 40,00 % ;
- Deux établissement financiers représentant 5,50 % du capital :
  - la Caisse d'épargne Rhône-Alpes ;
  - le Crédit agricole Sud-Rhône-Alpes ;
  - La société lyonnaise de banque ;
- La Chambre de commerce et d'industrie de Grenoble, actionnaire à 0,80 % ;
- Et la société d'économie mixte Territoire 38, actionnaire à 0,10 %.

Logo de la SEMITAG

En 2021, la transformation de cette société d’économie mixte en société publique locale est décidée par les élus de la métropole grenobloise. La structure devient une société anonyme à capitaux 100 % publics, dont le SMMAG et la métropole de Grenoble sont les actionnaires.